# Robert Sheehan
Robert Michael Sheehan (Port Laoise, 7 gennaio 1988) è un attore irlandese.
È noto soprattutto per l'interpretazione di Nathan Young nella serie Misfits, di Cormac Mc Namara nella serie televisiva australiana Foreign Exchange e di Klaus Hargreeves nella serie tv The Umbrella Academy.

## Biografia
Figlio di Joe e Maria, sin da bambino Sheehan mostra interesse per la musica, impara a suonare il pianoforte, il banjo e il bodhràn e partecipa a numerosi concorsi musicali per bambini e ragazzi in tutta l'Irlanda. Il suo interesse per la recitazione è arrivato più tardi, quando partecipa al provino del film drammatico Song for a Raggy Boy, nel 2003. Da quel provino la sua carriera ascende, i primi anni 2000 sono fondamentali per la sua crescita: inizia ad apparire in programmi televisivi e serie cinematografiche, come Young Blades (2005) o Rock Rivals (2008). Il suo primo vero ruolo importante arriva però con la serie fantascientifica Misfits, dal 2009 al 2013, dove interpreta il giovane Nathan Young, un individuo dotato di immortalità.
Sheehan inizia gli anni 2010 nella serie drammatica Love / Hate (2010-2014). Continua ad apparire regolarmente in ruoli teatrali, cinematografici e televisivi fino ad arrivare al suo primo grande ruolo cinematografico in Shadowhunters nel 2013, dove interpreta il co-protagonista Simon Lewis.
Dopo l'uscita del film sparisce dai riflettori per un po' di tempo, che dedicherà alla famiglia e alla vita amorosa, per ritornare nel 2018 nel cast del film Macchine mortali, tratto dall'omonimo romanzo fantascientifico del 2001, che si rivelerà uno dei peggiori flop nella storia del cinema. Dopo il film viene scritturato nel 2019 da Netflix per la parte di Klaus Hargreeves nella celebre serie The Umbrella Academy, che riscuote un enorme successo e che viene rinnovata fino alla quarta stagione.

## Carriera
Robert Sheehan ha debuttato a quindici anni nell'acclamato film di Aisling Walsh Angeli ribelli. Da allora è apparso in vari film, come A Dublin Story, Ghostwood, An Créatúr e Summer of the Flying Saucer.
Ha lavorato anche per la televisione, apparendo in 15 episodi di Foreign Exchange nel ruolo di Cormac MacNamara e in 13 episodi di Young Blades. Tra il 2009 e il 2010 ha partecipato anche ai serial televisivi The Clinic, Bel's Boys e I Tudors.
Tra il marzo e l'aprile del 2008 è apparso nel ruolo da protagonista di Addison Teller nella miniserie Rock Rivals, prodotto dalla Shed Productions per la Independent Television.
Nel luglio 2008 ha interpretato Liam in BitterSweet, una commedia in due parti diretta da Declan Eames, mentre nel marzo 2009 ha interpretato BJ nella trilogia dark di Channel 4 Red Riding, adattamento per la televisione dei romanzi culto di David Peace Red Riding Quartet, recitando al fianco di Sean Bean, David Morrissey, Andrew Garfield, Peter Mullan, Maxine Peake e Paddy Considine.
Ha ottenuto molta notorietà recitando nel 2009 e nel 2010 nella serie televisiva britannica Misfits nel ruolo di Nathan Young. La serie racconta le vicende di un gruppo di ragazzi condannati ai servizi sociali dopo essere stati arrestati per piccoli crimini. Dopo essere stati investiti da un fulmine durante uno strano temporale, i ragazzi ricevono dei superpoteri.
Nel 2010 viene nominato per il premio Irish Film and Television Awards nella categoria attore emergente.
Dal 2010 al 2012 ha interpretato il ruolo di Darren, un membro di una banda criminale di Dublino nella serie drammatica irlandese Love/Hate.
Sheehan avrà inoltre il ruolo da protagonista del film thriller Bleak Sea.
Nell'aprile 2011 è stato annunciato che Robert Sheehan non parteciperà alla terza stagione di Misfits.
Nel 2012 comincia le riprese del primo dei film tratto dai romanzi di Cassandra Clare della saga Shadowhunters come Simon Lewis insieme a Lily Collins, Jamie Campbell Bower, Jemima West, Kevin Zegers e Jonathan Rhys Meyers.
Nel 2013 è il protagonista del videoclip del singolo Push It, della band inglese Duologue.
Il 16 gennaio 2014 esce nelle sale italiane Anita B., diretto da Roberto Faenza, in cui Sheehan affianca la protagonista interpretata da Eline Powell.
Nel 2017 è entrato nel cast della serie Fortitude interpretando il personaggio di Vladek Klimov.
Nel 2018 ha interpretato il personaggio di Luba nel film prodotto da Netflix, intitolato Mute.
Nel 2019 ha interpretato il ruolo di Klaus Hargreeves (Numero 4) nella serie The Umbrella Academy, prodotta da Netflix.
Riprende il ruolo anche nella seconda e terza stagione della serie, uscite rispettivamente il 31 luglio 2020 e 22 giugno 2022 su Netflix.

## Vita privata
Sheehan risiede a Londra. Ha vissuto anche a Los Angeles.
Ha parlato apertamente di aver sperimentato la sua sessualità da giovane, ma si identifica come eterosessuale.
Nel marzo 2014 ha iniziato una relazione con l'attrice Sofia Boutella. Nell'ottobre 2018, ha annunciato che si sono lasciati.

## Filmografia

### Cinema
- An Cuainín, regia di Chris Roufs - corto (2003)
- Angeli ribelli (Song for a Raggy Boy), regia di Aisling Walsh (2003)
- A Dublin Story, regia di Graham Cantwell - corto (2003)
- Ghostwood, regia di Justin O'Brien (2006)
- An Créatúr, regia di Peter Foott - corto (2007)
- Summer of the Flying Saucer, regia di Martin Duffy (2008)
- Lowland Fell, regia di Michael Kinirons - corto (2008)
- Cherrybomb, regia di Lisa Barros D'Sa e Glenn Leyburn (2009)
- Killing Bono, regia di Nick Hamm (2011)
- L'ultimo dei Templari (Season of the Witch), regia di Dominic Sena (2011)
- Demons Never Die, regia di Arjun Rose (2011)
- The Borrowers, regia di Tom Harper (2011)
- Shadowhunters - Città di ossa (The Mortal Instruments: City of Bones), regia di Harald Zwart (2013)
- Anita B., regia di Roberto Faenza (2014)
- Viaggio verso la libertà (The Road Within), regia di Gren Wells (2014)
- The Messenger, regia di David Blair (2015)
- Moonwalkers, regia di Antoine Bardou-Jacquet (2015)
- Jet Trash, regia di Charles-Henri Belleville (2016)
- Geostorm, regia di Dean Devlin (2017)
- Three Summers, regia di Ben Elton (2017)
- The Song of Sway Lake, regia di Ari Gold (2017)
- Mute, regia di Duncan Jones (2018)
- Macchine mortali (Mortal Engines), regia di Christian Rivers (2018)
- Bad Samaritan, regia di Dean Devlin (2018)
- Red Sonja, regia di M. J. Bassett (2025)

### Televisione
- Foreign Exchange – serie TV, 16 episodi (2004)
- Young Blades – serie TV, 13 episodi (2005)
- The Clinic – serie TV, 1 episodio (2006)
- Bel's Boys – serie TV, 1 episodio (2006)
- I Tudors (The Tudors) – serie TV, 1 episodio (2008)
- Rock Rivals – serie TV, 8 episodi (2008)
- BitterSweet – serie TV (2008)
- Red Riding 1974, regia di Julian Jarrold – film TV (2009)
- Red Riding 1980, regia di James Marsh – film TV (2009)
- Red Riding 1983, regia di Anand Tucker – film TV (2009)
- Misfits – serie TV, 14 episodi (2009-2011)
- Love/Hate – serie TV, 18 episodi (2010-2013)
- The Borrowers, regia di Tom Harper – film TV (2011)
- Accused – serie TV, 2 episodi (2012)
- Me and Mrs Jones – serie TV, 6 episodi (2012)
- Fortitude – serie TV, 10 episodi (2017)
- Genius – serie TV, 4 episodi (2018)
- The Umbrella Academy – serie TV (2019-2024)
- L'ultimo bus del mondo (The Last Bus) - serie TV (2022-in corso)

## Doppiatori italiani
Nelle versioni in italiano dei suoi film, Robert Sheehan è stato doppiato da:
- Flavio Aquilone ne L'ultimo dei Templari, Shadowhunters - Città di ossa, Anita B., Mute
- Massimo Triggiani in Fortitude, Genius: Picasso, The Umbrella Academy, L'ultimo bus del mondo
- Fabrizio De Flaviis in Foreign Exchange
- Federico Viola in Macchine mortali
- Manuel Meli in Viaggio verso la libertà
- Marco Giansante in Geostorm
- Gabriele Patriarca in Misfits